# Dorfkirche Rolofshagen

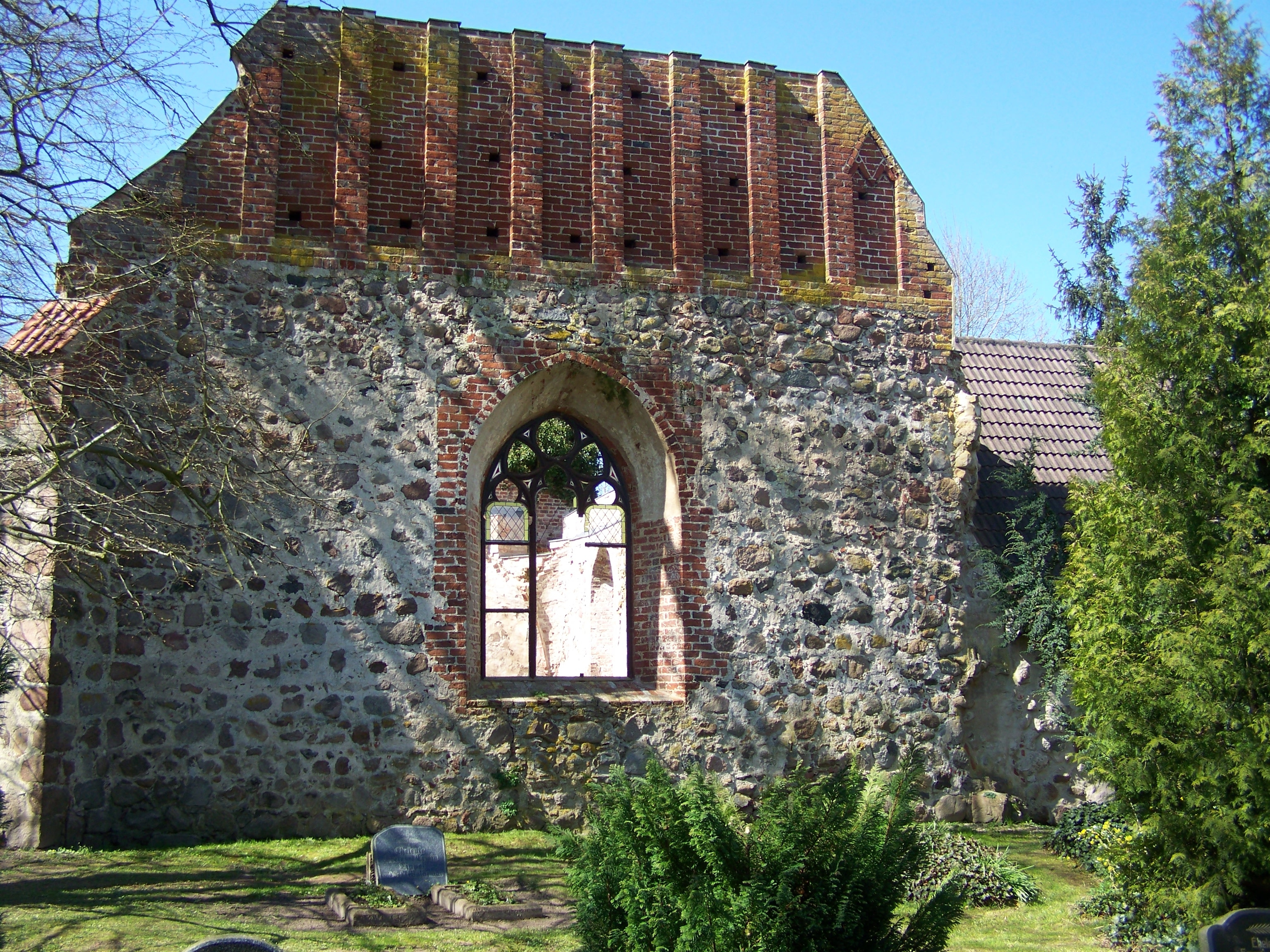
Giebelansicht der Kirchenruine Rolofshagen (2008)

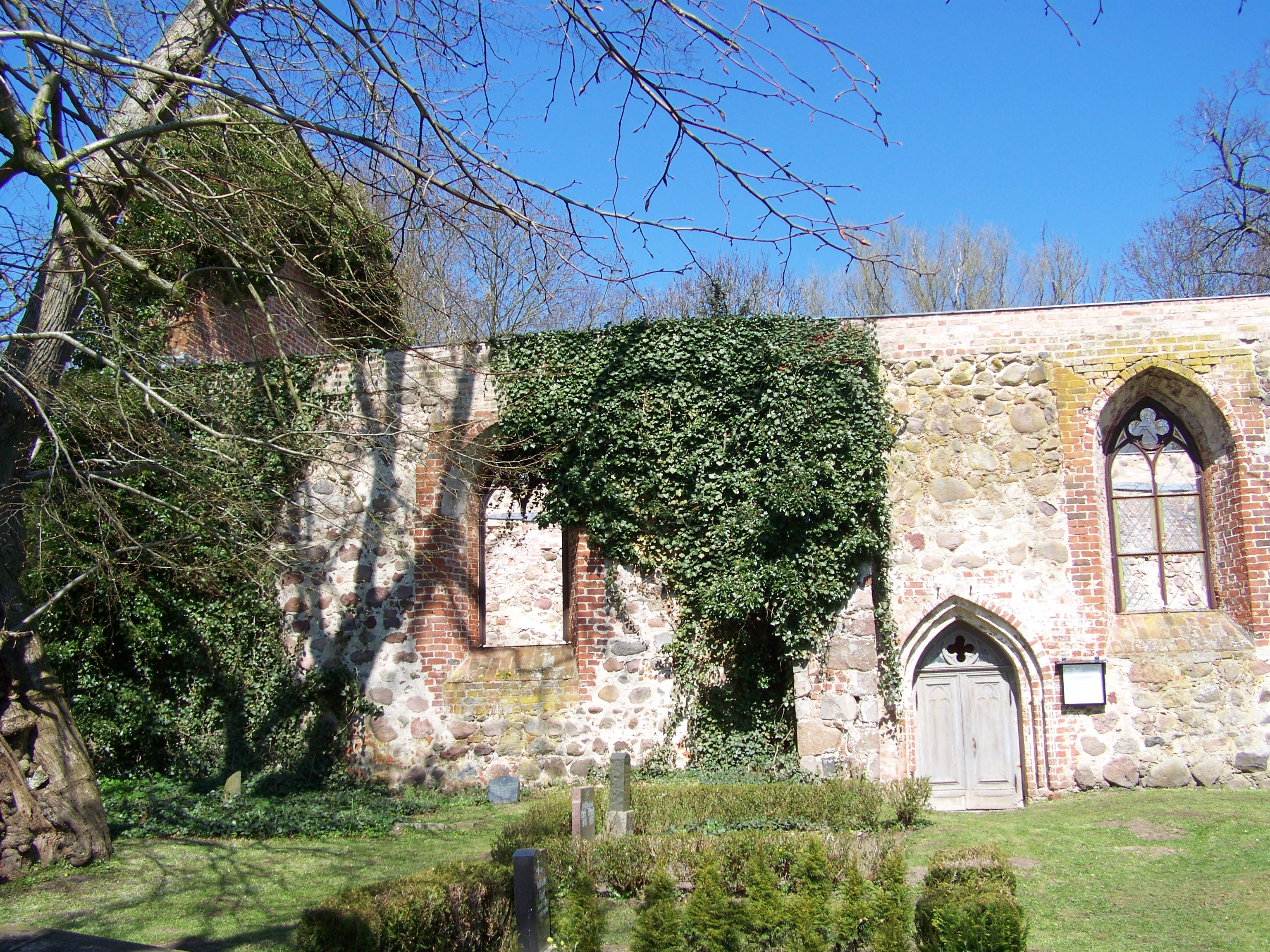
Schiff (2008)

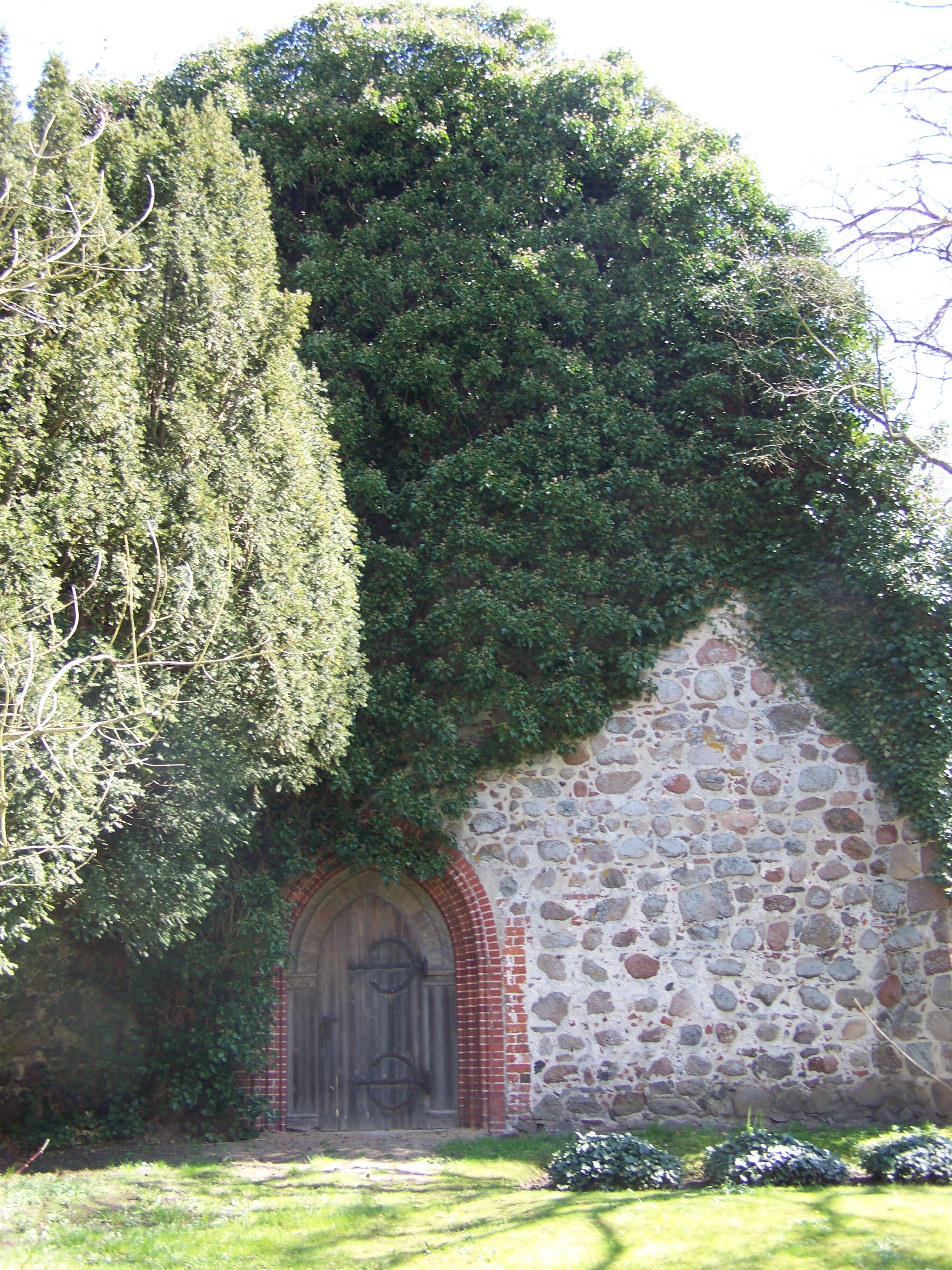
Portal (2008)

Die Dorfkirche Rolofshagen ist eine nur noch als Ruine erhaltene Dorfkirche im Ortsteil Rolofshagen der vorpommerschen Gemeinde Papenhagen.

## Geschichte
1223 wurde Rolofshagen besiedelt. Am ehemaligen slawischen Wallberg entstand Rolofshagen (1273 als Roleveshagen benannt). Nach der Gründung des Klosters Neuenkamp bauten die Mönche neben der slawischen Befestigung in Rolofshagen um 1300 eine Kirche.
Seit 1987 ist die Kirche nur noch als Ruine (Außenmauern und Sakristei) erhalten; 1986 stürzte sie auf Grund fehlender Dachsanierung ein. Im Mai 2007 wurde sie baulich gesichert und wird als kultureller Ort genutzt. In der Sakristei finden regelmäßig Gottesdienste statt.

## Gestaltung
Die Kirche verfügte über einen zweijochigen Feldsteinsaal mit Nordsakristei. Einige Bauteile sind aus Backstein gefertigt, so der reich gegliederte Giebel mit schlanken gestaffelten Blenden mit Dreieckschluss.
Die Spitzbogenfenster haben eine abgeschrägte Laibung und Maßwerken aus dem 19. Jahrhundert. An der Südseite befindet sich ein spitzbogiges Stufenportal. Das schlichtere Nordportal ist zugesetzt, das Westportal wurde erneuert, mit gestuftem Gewände. An der Nordwestseite existiert ein rechteckiges Treppentürmchen. Der dekorativ ausgeziegelte Fachwerkgiebel der wiederhergestellten Sakristei stammt aus dem Jahr 1656.
Auf dem Kirchhof befindet sich ein hölzerner Glockenturm.

## Ausstattung
Das Kirchenschiff verfügte über ein Kreuzrippengewölbe. Im Chor befindet sich eine Sakramentsnische mit mittelalterlicher Holztür. Die angrenzende Sakristei trägt ein rippenloses Kuppelgewölbe.

## Geläut
Von dem ehemaligen Dreiergeläut blieb durch kriegsbedingte Beschlagnahmen von 1917 nur die mittlere Bronzeglocke mit der Aufschrift „Mich hat gegossen Joh. Gottfried Wosaeck in Stralsund Anno 1744“ übrig. Nach ihrer Instandsetzung wurde sie am 11. Juni 2006 wieder in Dienst genommen.

## Gemeinde
Die evangelische Kirchgemeinde Vorland/Rolofshagen gehört seit 2012 zur Propstei Stralsund im Pommerschen Evangelischen Kirchenkreis der Evangelisch-Lutherischen Kirche in Norddeutschland. Vorher gehörte sie zum Kirchenkreis Demmin der Pommerschen Evangelischen Kirche.